# Ованес Бедрос XVIII
Его Блаженство Католикос Ованес Бедрос XVIII (в миру — Ованес Каспарян; арм. Հովհաննես Պետրոս ԺԸ Գասպարյան, 20 января 1927, Каир, Египет — 16 января 2011) — архиепископ багдадский с 6 декабря 1972 по 5 августа 1982 года, Патриарх Армянской католической церкви, патриарх Киликии Армянской с 5 августа 1982 по 28 ноября 1998 года. Член монашеской Патриаршей конгрегации из Бзоммар.

## Биография
Родился в городе Каир, Египет. В 1943 году вступил в монашескую Патриаршею конгрегацию из Бзоммар. С 1946 году Ованес Каспарян учился в Папском Григорианском университете в Риме, Италия.
13 апреля 1952 года Ованес Каспарян был рукоположён в священника, после чего был вице-президентом Патриаршей конгрегации из Бзоммар. В это же время до 1957 года преподавал в армянской школе в Риме. В 1957 году был назначен апостольским администратором армянской католической общины в Египте.
6 декабря 1972 года Римский папа Павел VI назначил Ованеса Каспаряна архиепископом багдадским. 25 февраля 1973 года Ованес Каспарян был рукоположён в епископа.
5 августа 1982 года Синоде Армянской католической церкви избрал Ованеса Каспаряна патриархом Киликии Армянской. 7 августа 1982 года в городе Бзоммар в Ливане состоялось торжественная интронизация Ованеса Каспаряна в патриарха Киликии Армянской.
28 ноября 1998 года Ованес Бедрос XVIII ушёл на пенсию.
Умер 16 января 2011 года.